# 國土交通副大臣
國土交通副大臣（日语：／ Kokudō Kōtsū Fukudaijin），是日本國政府國土交通省的副大臣，輔佐國土交通大臣處理國土交通省相關事務。

## 概要

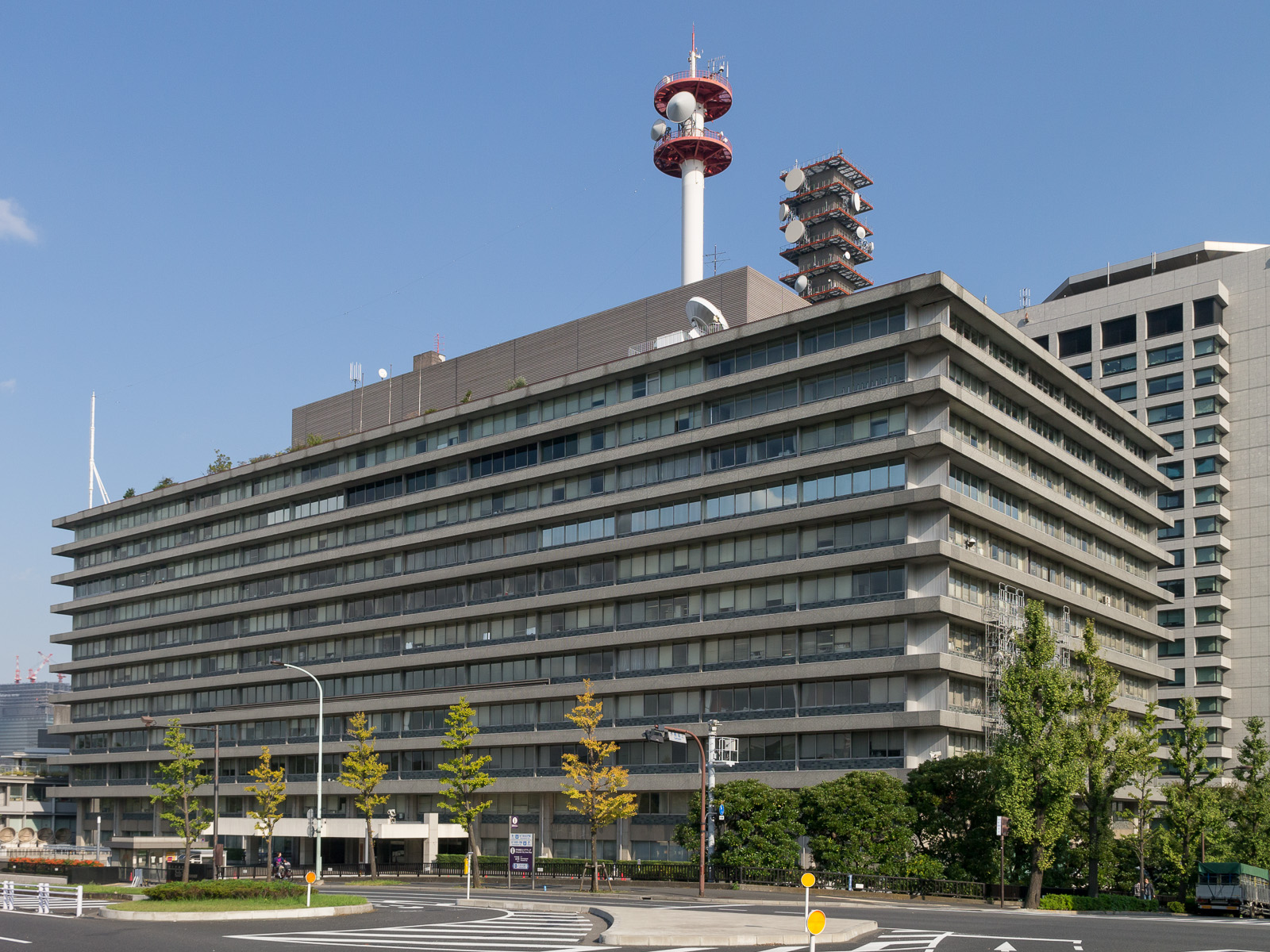
國土交通省所在的中央合同廳舍第3號館

2001年1月6日，根據《中央省廳機構改革基本法》對中央省廳機構進行改組而設立。同日，第二屆森內閣 (改組 中央省廳再編後)啟動，任命眾議院議員高橋一郎及參議院議員泉信也擔任首屆副大臣。
奉國土交通大臣之命，負責協助整備社會資本、推動交通政策、健全發展氣象業務並確保海上安全與治安。根據《國家行政組織法》，人數固定為兩人。

## 歷代副大臣
| 國土交通副大臣 | 國土交通副大臣              | 國土交通副大臣               | 國土交通副大臣         | 國土交通副大臣 | 國土交通副大臣               | 國土交通副大臣 | 國土交通副大臣                                        | 國土交通副大臣                    |
| 內閣           | 內閣                        | 國土交通大臣                 | 全名                   | 就職日         | 卸任日                       | 黨派           | 出身                                                  | 備註                              |
| -------------- | --------------------------- | ---------------------------- | ---------------------- | -------------- | ---------------------------- | -------------- | ----------------------------------------------------- | --------------------------------- |
| 第2次森內閣    | 改造內閣 （中央省廳再編後） | 林寬子                       | 高橋一郎               | 2001年1月6日   | 2001年4月26日                | 自由民主黨     | 眾議員（東京比例代表區）                              |                                   |
| 第2次森內閣    | 改造內閣 （中央省廳再編後） | 林寬子                       | 泉信也                 | 2001年1月6日   | 2001年4月26日                | 自由民主黨     | 參議員（參議院比例區）                                |                                   |
| 第1次小泉內閣  | 第1次小泉內閣               | 林寬子                       | 佐藤靜雄               | 2001年5月1日   | 2002年10月2日                | 自由民主黨     | 眾議員（北海道第4區）                                 |                                   |
| 第1次小泉內閣  | 第1次小泉內閣               | 林寬子                       | 泉信也                 | 2001年5月1日   | 2002年1月8日                 | 自由民主黨     | 參議員（參議院比例區）                                | 再任 任內辭職，由月原重明接任     |
| 第1次小泉內閣  | 第1次小泉內閣               | 林寬子                       | 月原重明               | 2002年1月8日   | 2002年10月2日                | 自由民主黨     | 參議員（參議院比例區）                                |                                   |
|                | 第1次改造內閣               | 林寬子                       | 中馬弘毅               | 2002年10月2日  | 2003年9月25日                | 自由民主黨     | 眾議員（大阪府第1區）                                 |                                   |
| 吉村剛太郎     | 第1次改造內閣               | 林寬子                       | 參議員（福岡縣選舉區） | 2002年10月2日  | 2003年9月25日                | 自由民主黨     |                                                       |                                   |
| 第2次改造內閣  | 石原伸晃                    | 林幹雄                       | 2003年9月25日          | 2004年9月29日  | 參議員（千葉縣第10區）       | 自由民主黨     |                                                       |                                   |
| 第2次改造內閣  | 石原伸晃                    | 佐藤泰三                     | 2003年9月25日          | 2004年9月29日  | 參議員（埼玉縣選舉區）       | 自由民主黨     |                                                       |                                   |
| 第2次小泉內閣  | 第2次小泉內閣               | 林幹雄                       | 2003年11月20日         | 2004年9月27日  | 眾議員（千葉縣第10區）       | 自由民主黨     | 再任                                                  |                                   |
| 第2次小泉內閣  | 第2次小泉內閣               | 佐藤泰三                     | 2003年11月20日         | 2004年9月27日  | 參議員（埼玉縣選舉區）       | 自由民主黨     | 再任                                                  |                                   |
|                | 改造內閣                    | 北側一雄                     | 蓮實進                 | 2004年9月29日  | 2005年9月21日                | 自由民主黨     | 眾議員（北關東比例代表區）                            |                                   |
| 岩井國臣       | 改造內閣                    | 北側一雄                     | 參議員（參議院比例區） | 2004年9月29日  | 2005年9月21日                | 自由民主黨     |                                                       |                                   |
| 第3次小泉內閣  | 第3次小泉內閣               | 北側一雄                     | 江崎鐵磨               | 2005年9月29日  | 2005年11月2日                | 自由民主黨     | 眾議員（愛知縣第10區）                                |                                   |
| 第3次小泉內閣  | 第3次小泉內閣               | 北側一雄                     | 岩井國臣               | 2005年9月29日  | 2005年11月2日                | 自由民主黨     | 參議員（參議院比例區）                                | 再任                              |
|                | 改造內閣                    | 北側一雄                     | 江崎鐵磨               | 2005年11月2日  | 2006年9月26日                | 自由民主黨     | 眾議員（愛知縣第10區）                                | 再任                              |
| 松村龍二       | 改造內閣                    | 北側一雄                     | 參議員（福井縣選舉區） | 2005年11月2日  | 2006年9月26日                | 自由民主黨     |                                                       |                                   |
| 第1次安倍內閣  | 第1次安倍內閣               | 冬柴鐵三                     | 望月義夫               | 2006年9月26日  | 2007年8月26日                | 自由民主黨     | 眾議員（靜岡縣第4區）                                 |                                   |
| 第1次安倍內閣  | 第1次安倍內閣               | 冬柴鐵三                     | 渡邊具能               | 2006年9月26日  | 2007年8月26日                | 自由民主黨     | 眾議員（福岡縣第4區）                                 |                                   |
|                | 改造內閣                    | 冬柴鐵三                     | 平井卓也               | 2007年8月29日  | 2007年9月26日                | 自由民主黨     | 眾議員（香川縣第1區）                                 |                                   |
| 松島綠         | 改造內閣                    | 冬柴鐵三                     | 2007年8月26日          | 2007年8月29日  | 眾議員（東京都第14區）       | 自由民主黨     |                                                       |                                   |
| 福田康夫內閣   | 福田康夫內閣                | 冬柴鐵三                     | 平井卓也               | 2007年9月27日  | 2008年8月5日                 | 自由民主黨     | 眾議員（香川縣第1區）                                 | 再任                              |
| 福田康夫內閣   | 福田康夫內閣                | 冬柴鐵三                     | 松島綠                 | 2007年9月27日  | 2008年8月5日                 | 自由民主黨     | 眾議員（東京都第14區）                                | 再任                              |
|                | 改造內閣                    | 谷垣禎一                     | 金子恭之               | 2007年8月5日   | 2008年9月29日                | 自由民主黨     | 眾議員（熊本縣第5區）                                 |                                   |
| 加納時男       | 改造內閣                    | 谷垣禎一                     | 參議員（參議院比例區） | 2007年8月5日   | 2008年9月29日                | 自由民主黨     |                                                       |                                   |
| 麻生內閣       | 麻生內閣                    | 中山成彬 →河村建夫 →金子一義 | 金子恭之               | 2008年8月5日   | 2009年9月29日                | 自由民主黨     | 眾議員（熊本縣第5區）                                 |                                   |
| 麻生內閣       | 麻生內閣                    | 中山成彬 →河村建夫 →金子一義 | 加納時男               | 2008年8月5日   | 2009年9月29日                | 自由民主黨     | 參議員（參議院比例區）                                |                                   |
| 鳩山由紀夫內閣 | 鳩山由紀夫內閣              | 前原誠司                     | 馬淵澄夫               | 2009年9月18日  | 2010年6月8日                 | 民主黨         | 眾議員（奈良縣第1區）                                 |                                   |
| 鳩山由紀夫內閣 | 鳩山由紀夫內閣              | 前原誠司                     | 辻元清美               | 2009年9月18日  | 2010年5月31日                | 社會民主黨     | 眾議員（大阪府第10區）                                |                                   |
| 菅直人內閣     | 菅直人內閣                  | 前原誠司                     | 馬淵澄夫               | 2010年6月9日   | 2010年9月17日                | 民主黨         | 眾議員（奈良縣第1區）                                 |                                   |
| 菅直人內閣     | 菅直人內閣                  | 前原誠司                     | 三日月大造             | 2010年6月9日   | 2010年9月17日                | 民主黨         | 眾議員（滋賀縣第3區）                                 |                                   |
|                | 第1次改造內閣               | 馬淵澄夫                     | 三井辨雄               | 2010年9月21日  | 2011年1月18日                | 民主黨         | 眾議員（北海道第2區）                                 |                                   |
| 池口修次       | 第1次改造內閣               | 馬淵澄夫                     | 參議員（參議院比例區） | 2010年9月21日  | 2011年1月18日                | 民主黨         |                                                       |                                   |
|                | 第2次改造內閣               | 大畠章宏                     | 三井辨雄               | 2011年1月18日  | 2011年9月5日                 | 民主黨         | 眾議員（北海道第2區）                                 | 留任                              |
| 池口修次       | 第2次改造內閣               | 大畠章宏                     | 參議員（參議院比例區） | 2011年1月18日  | 2011年9月5日                 | 民主黨         | 留任                                                  |                                   |
| 野田內閣       | 野田內閣                    | 前田武志                     | 奧田建                 | 2011年9月5日   | 2010年9月17日                | 民主黨         | 眾議員（石川縣第1區）                                 |                                   |
| 野田內閣       | 野田內閣                    | 前田武志                     | 松原仁                 | 2011年9月5日   | 2012年1月13日                | 民主黨         | 眾議員（東京都第3區）                                 |                                   |
|                | 第1次改造內閣               | 前田武志                     | 奧田建                 | 2012年1月16日  | 2011年1月18日                | 民主黨         | 眾議員（石川縣第1區）                                 | 留任                              |
| 吉田治         | 第1次改造內閣               | 前田武志                     | 眾議員（大阪府第4區）  | 2012年1月16日  | 2011年1月18日                | 民主黨         |                                                       |                                   |
|                | 第2次改造內閣               | 羽田雄一郎                   | 奧田建                 | 2012年1月18日  | 2012年10月1日                | 民主黨         | 眾議員（石川縣第1區）                                 | 留任                              |
| 吉田治         | 第2次改造內閣               | 羽田雄一郎                   | 眾議員（大阪府第4區）  | 2012年1月18日  | 2012年10月1日                | 民主黨         | 留任                                                  |                                   |
|                | 第3次改造內閣               | 羽田雄一郎                   | 伴野豐                 | 2012年10月1日  | 2012年12月26日               | 民主黨         | 眾議員（愛知縣第8區）                                 |                                   |
| 長安豐         | 第3次改造內閣               | 羽田雄一郎                   | 眾議員（大阪府第19區） | 2012年10月1日  | 2012年12月26日               | 民主黨         |                                                       |                                   |
| 第2次安倍內閣  | 第2次安倍內閣               | 太田昭宏                     | 梶山弘志               | 2012年12月27日 | 2013年9月30日                | 自由民主黨     | 眾議員（茨城縣第4區）                                 | 任內辭職，由高木毅接任            |
| 第2次安倍內閣  | 第2次安倍內閣               | 太田昭宏                     | 鶴保庸介               | 2012年12月27日 | 2013年9月30日                | 自由民主黨     | 參議員（和歌山縣選舉區）                              | 任內辭職，由野上浩太郎接任        |
| 第2次安倍內閣  | 第2次安倍內閣               | 太田昭宏                     | 高木毅                 | 2013年9月30日  | 2014年9月3日                 | 自由民主黨     | 眾議員（福井縣第3區）                                 |                                   |
| 第2次安倍內閣  | 第2次安倍內閣               | 太田昭宏                     | 野上浩太郎             | 2013年9月30日  | 2014年9月3日                 | 自由民主黨     | 參議員（富山縣選舉區）                                |                                   |
|                | 改造內閣                    | 太田昭宏                     | 北川 一成              | 2014年9月3日   | 2014年12月24日               | 自由民主黨     | 參議員（大阪府選舉區）                                |                                   |
| 西村明宏       | 改造內閣                    | 太田昭宏                     | 眾議員（宮城縣第3區）  | 2014年9月3日   | 2014年12月24日               | 自由民主黨     | 兼任復興副大臣及內閣府副大臣                          |                                   |
| 第3次安倍內閣  | 第3次安倍內閣               | 太田昭宏                     | 北川 一成              | 2014年12月25日 | 2015年10月9日                | 自由民主黨     | 參議員（大阪府選舉區）                                |                                   |
| 第3次安倍內閣  | 第3次安倍內閣               | 太田昭宏                     | 西村明宏               | 2014年12月25日 | 2015年10月9日                | 自由民主黨     | 眾議員（宮城縣第3區）                                 | 再任 兼任復興副大臣及內閣府副大臣 |
|                | 第1次改造內閣               | 石井啟一                     | 土井亨                 | 2015年10月9日  | 2016年8月5日                 | 自由民主黨     | 眾議員（宮城縣第1區）                                 |                                   |
| 山本順三       | 第1次改造內閣               | 石井啟一                     | 參議員（愛媛縣選舉區） | 2015年10月9日  | 2016年8月5日                 | 自由民主黨     | 兼任復興副大臣及內閣府副大臣                          |                                   |
|                | 第2次改造內閣               | 石井啟一                     | 田中良生               | 2016年8月5日   | 2017年8月7日                 | 自由民主黨     | 眾議員（埼玉縣第15區）                                |                                   |
| 末松信介       | 第2次改造內閣               | 石井啟一                     | 參議員（兵庫縣選舉區） | 2016年8月5日   | 2017年8月7日                 | 自由民主黨     | 兼任復興副大臣及內閣府副大臣                          |                                   |
|                | 第3次改造內閣               | 石井啟一                     | 牧野京夫               | 2017年8月7日   | 2017年11月2日                | 自由民主黨     | 參議員（靜岡縣選舉區）                                |                                   |
| 秋元司         | 第3次改造內閣               | 石井啟一                     | 參議員（參議院比例區） | 2017年8月7日   | 2017年11月2日                | 自由民主黨     | 兼任復興副大臣及內閣府副大臣                          |                                   |
| 第4次安倍內閣  | 第4次安倍內閣               | 石井啟一                     | 牧野京夫               | 2017年11月2日  | 2018年10月4日                | 自由民主黨     | 參議員（靜岡縣選舉區）                                |                                   |
| 第4次安倍內閣  | 第4次安倍內閣               | 石井啟一                     | 秋元司                 | 2017年11月2日  | 2018年10月4日                | 自由民主黨     | 參議員（參議院比例區）                                | 再任 兼任復興副大臣及內閣府副大臣 |
|                | 第1次改造內閣               | 石井啟一                     | 大塚高司               | 2018年10月4日  | 2019年9月13日                | 自由民主黨     | 眾議員（大阪府第8區）                                 |                                   |
| 塚田一郎       | 第1次改造內閣               | 石井啟一                     | 2019年4月5日           | 2018年10月4日  | 參議員（新潟縣選舉區）       | 自由民主黨     | 兼任復興副大臣及內閣府副大臣 任內辭職，由牧野京夫接任 |                                   |
| 牧野京夫       | 第1次改造內閣               | 石井啟一                     | 2019年4月5日           | 2019年9月13日  | 參議員（靜岡縣選舉區）       | 自由民主黨     | 再入閣 兼任復興副大臣及內閣府副大臣                   |                                   |
| 第2次改造內閣  | 赤羽一嘉                    | 青木一彥                     | 2019年9月13日          | 2020年9月18日  | 參議員（鳥取縣島根縣選舉區） | 自由民主黨     |                                                       |                                   |
| 第2次改造內閣  | 赤羽一嘉                    | 御法川信英                   | 2019年9月13日          | 2020年9月18日  | 眾議員（秋田縣第3區）        | 自由民主黨     | 兼任復興副大臣及內閣府副大臣                          |                                   |
| 菅義偉内閣     | 菅義偉内閣                  | 大西英男                     | 2020年9月18日          | 2021年10月6日  | 眾議員（東京都第16區）       | 自由民主黨     |                                                       |                                   |
| 菅義偉内閣     | 菅義偉内閣                  | 岩井茂樹                     | 2020年9月18日          | 2021年4月30日  | 參議員（靜岡縣選舉區）       | 自由民主黨     | 兼任復興副大臣及內閣府副大臣 任內辭職，由渡邊猛之接任 |                                   |
| 菅義偉内閣     | 菅義偉内閣                  | 渡邊猛之                     | 2021年4月30日          | 2021年10月6日  | 參議員（岐阜縣選舉區）       | 自由民主黨     | 兼任復興副大臣及內閣府副大臣                          |                                   |
| 第1次岸田內閣  | 第1次岸田內閣               | 齊藤鐵夫                     | 渡邊猛之               | 2021年4月30日  | 2021年11月11日               | 自由民主黨     | 參議員（岐阜縣選舉區）                                | 再任 兼任復興副大臣及內閣府副大臣 |
| 第1次岸田內閣  | 第1次岸田內閣               | 齊藤鐵夫                     | 中山展宏               | 2021年4月30日  | 2021年11月11日               | 自由民主黨     | 眾議員 （南關東比例代表區）                           |                                   |
| 第2次岸田內閣  | 第2次岸田內閣               | 齊藤鐵夫                     | 渡邊猛之               | 2021年11月11日 | 2022年8月12日                | 自由民主黨     | 參議員（岐阜縣選舉區）                                | 再任 兼任復興副大臣及內閣府副大臣 |
| 第2次岸田內閣  | 第2次岸田內閣               | 齊藤鐵夫                     | 中山展宏               | 2021年11月11日 | 2022年8月12日                | 自由民主黨     | 眾議員（南關東比例代表區）                            |                                   |
|                | 第1次改造內閣               | 齊藤鐵夫                     | 豐田俊郎               | 2022年8月12日  | 2023年9月15日                | 自由民主黨     | 參議員（千葉縣選舉區）                                |                                   |
| 石井浩郎       | 第1次改造內閣               | 齊藤鐵夫                     | 參議員（秋田縣選舉區） | 2022年8月12日  | 2023年9月15日                | 自由民主黨     | 兼任復興副大臣及內閣府副大臣                          |                                   |
| 第2次改造內閣  | 國場幸之助                  | 齊藤鐵夫                     | 2023年9月15日          | 2024年10月3日  | 眾議員（九州比例代表區）     | 自由民主黨     |                                                       |                                   |
| 第2次改造內閣  | 堂故茂                      | 齊藤鐵夫                     | 2023年9月15日          | 2024年10月3日  | 參議員（富山縣選舉區）       | 自由民主黨     | 兼任復興副大臣及內閣府副大臣                          |                                   |
| 第一次石破內閣 | 第一次石破內閣              | 齊藤鐵夫                     | 國場幸之助             | 2024年10月3日  | 2024年11月13日               | 自由民主黨     | 眾議員（九州比例代表區）                              |                                   |
| 第一次石破內閣 | 第一次石破內閣              | 齊藤鐵夫                     | 堂故茂                 | 2024年10月3日  | 2024年11月13日               | 自由民主黨     | 參議員（富山縣選舉區）                                | 再任 兼任復興副大臣及內閣府副大臣 |
| 第二次石破內閣 | 第二次石破內閣              | 中野洋昌                     | 高橋克法               | 2024年11月13日 | 現任                         | 自由民主黨     | 參議員（栃木縣選舉區）                                | 兼任復興副大臣及內閣府副大臣      |
| 第二次石破內閣 | 第二次石破內閣              | 中野洋昌                     | 古川康                 | 2024年11月13日 | 現任                         | 自由民主黨     | 參議員（九州比例代表區）                              |                                   |